# パンチフォロン

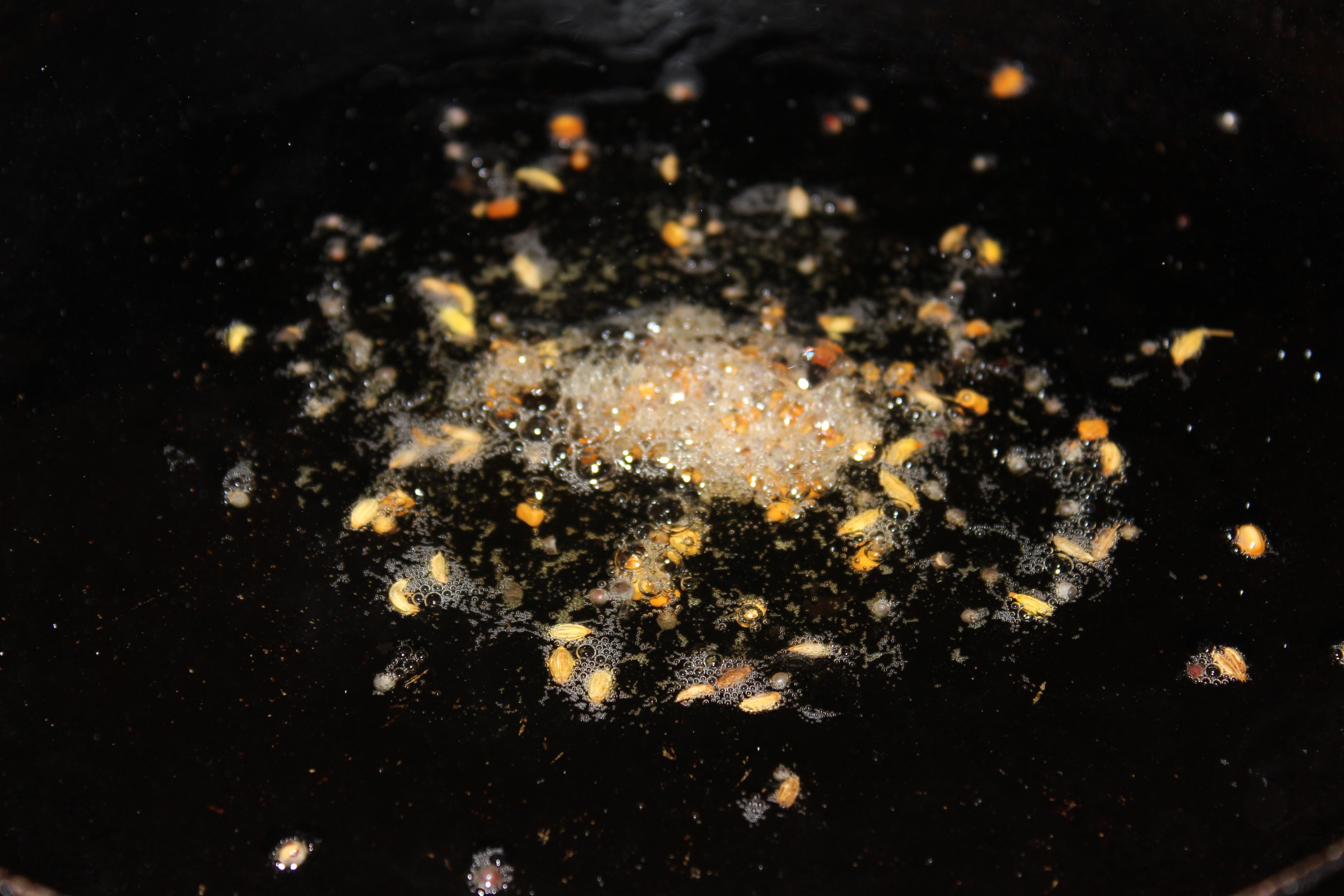
フライパン上のPancha phutana (オリヤー語での名称)

パンチ・フォロン (Panch phoron、ベンガル語：পাঁচ ফোড়ন, ボージュプリー語:𑂣𑂁𑂒 𑂤𑂷𑂩𑂢, オリヤー語：ପାଞ୍ଚ ଫୁଟଣ)は、インド東部発祥のミックススパイスであり、名前は「5つのスパイス」を意味する。
このミックススパイスはベンガル地方, オリッサ州、 ボージュプリー地方 の食文化においては主要なスパイスに位置付けられているほか、 バングラデシュ, 北東インド,ミティラー, アッサム州ならびにネパールでも使われている。
構成スパイスはいずれも種子であり、たいていはフェヌグリーク (メッチ), クミン (ジーラー), ニオイクロタネソウ (カロンジ),セキショウモ（radhuni 、アッサム州ではjoniと呼ばれている）、ウイキョウ (sauf) が同じ割合で含まれている。
ただし、フェヌグリークの種子はやや苦いため、その割合を減らす者もいる。ほかのミックススパイスとは異なり、 パンチフォロンはスパイスを丸ごと使う。